# La Rumeur (téléfilm)
Pour les articles homonymes, voir La Rumeur.
La Rumeur est un téléfilm français réalisé par Étienne Périer, diffusé le 25 avril 1997 sur France 2.

## Synopsis
Après la dispute du couple, le mari semble disparu.

## Fiche technique
- Réalisation : Étienne Périer
- Scénariste : Dominique Fabre
- Photographie : Martial Thury
- Musique : Gréco Casadesus
- Durée : 90 minutes.

## Distribution
- Christine Boisson : Claire Noblet
- Roger Mirmont : le docteur Meyer
- David Trotter : Paulo
- François-Régis Marchasson : Jean
- Cécile Magnet : Alice
- Jean-Christophe Lebert : Pierre Noblet
- Alain Payen : Archambault
- Cécile Vassort : Mme Moureu
- Marie-France Santon : Mlle Germain
- Micheline Boudet : Mme Noblet
- Noirot matthieu Modèle:Enfant 1